# العصر الشيرازي

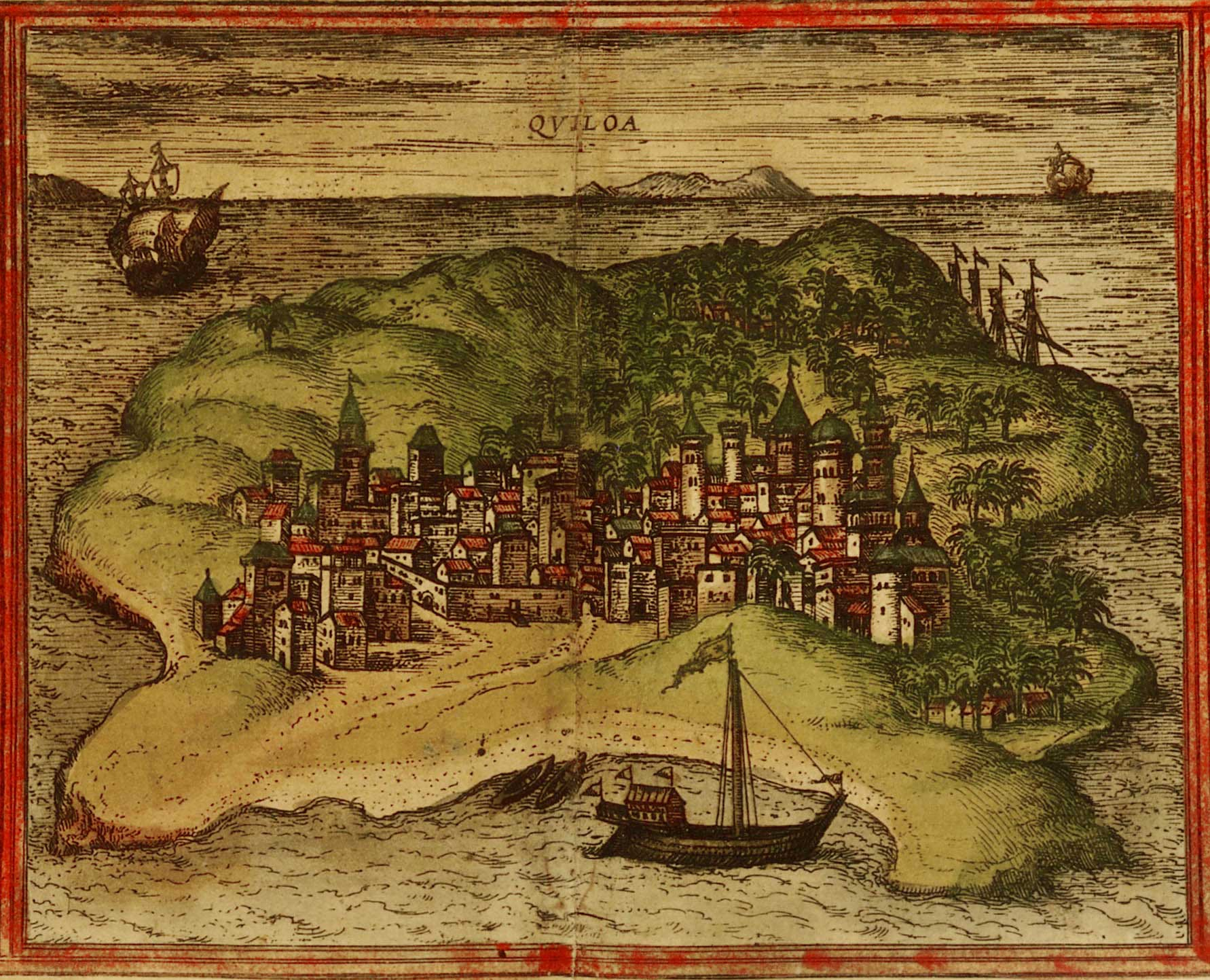
جزيرة كلوة، على ساحل تنزانيا. من كتاب Civitates orbis terrarum، المجلد الأول، بريشة جورج براون وفرانز هوجنبرج، 1572

يشير مصطلح "العصر الشيرازي" إلى أصل أسطوري في تاريخ جنوب شرق إفريقيا (وخاصة تنزانيا)، بين القرن الثالث عشر والقرن الخامس عشر، كما هو مسجل في سجلات كلوة في القرن الخامس عشر. يزعم العديد من السواحليين في المنطقة الساحلية الوسطى أن مدنهم أسسها الفرس من منطقة شيراز في القرن الثالث عشر.
حدد علم الوراثة السكانية أن التراث الأمومي للسكان الحاليين وما قبل العصر الحديث هو في الأساس من سلالات الصحراء الكبرى، في المقام الأول من البانتو والعصر الحجري الحديث الرعوي، في حين أن غالبية التراث الذكوري، في المستوطنات الساحلية، هو من أصل آسيوي، مع وجود المجموعة الفردانية Y DNA المشتركة من غرب آسيا: والعينات الأكثر شيوعًا هي J2 وG2 وR1a، مما يدعم الروايات الأسطورية جزئيًا.

## التاريخ
إن الأصل الأكثر ترجيحًا للقصص حول الأصل الشيرازي هو من السكان المسلمين لأرخبيل لامو الذين انتقلوا جنوبًا في القرنين العاشر والحادي عشر. لقد جلبوا معهم العملات المعدنية وشكلًا محليًا للإسلام. يبدو أن هؤلاء المهاجرين الأفارقة قد طوروا مفهومًا عن أصل الشيرازيين مع انتقالهم جنوبًا، بالقرب من ماليندي ومومباسا، على طول ساحل مريما. أعطت الروابط التجارية الطويلة الأمد مع الخليج العربي مصداقية لهذه الأساطير. بالإضافة إلى ذلك، نظرًا لأن معظم المجتمعات الإسلامية أبوية، يمكن للمرء أن يدعي أصول بعيدة من خلال الخطوط الأبوية بغض النظر عن تكوين غالبية أسلافه. يمثل ما يسمى بالتقاليد الشيرازية وصول الإسلام في هذه العصور، جعلت هذه الروايات ثابته وباقية لمدة طويلة.
إن مسجد والعملات المعدنية الباقية تثبت أن "الشيرازيين" لم يكونوا مهاجرين من الشرق الأوسط، بل كانوا مسلمين سواحليين من الشمال. وقد انتقلوا إلى الجنوب، فأسسوا المساجد، وأدخلوا العملات المعدنية والنقوش الكتابية والمحاريب. يفسر ذلك على أنهم مسلمون أفارقة أصليون استغلوا سياسة الشرق الأوسط لصالحهم. ولا يزال البعض يستخدم أسطورة التأسيس هذه بعد مرور ألف عام لتأكيد سلطتهم، على الرغم من أن سياق الأسطورة قد نُسي منذ فترة طويلة.
اكتسبت أسطورة الشيرازيين أهمية جديدة في القرن التاسع عشر، خلال فترة الهيمنة العمانية. واستُخدمت مزاعم النسب الشيرازي لإبعاد السكان المحليين عن الوافدين العرب الجدد، حيث لا يُنظر إلى الفرس على أنهم عرب ولكنهم ما زالوا يتمتعون بنسب إسلامي مثالي. إن التأكيد على أن الشيرازيين جاءوا منذ فترة طويلة جدًا وتزاوجوا مع السكان المحليين الأصليين حيث يرتبط هذا الادعاء بإنشاء روايات أصلية مقنعة حول التراث السواحلي دون فصله عن المُثل العليا لكونها ثقافة تركز على البحر.

## الإرث
من أهم المواقع الأثرية في تنزانيا موقع كاولي الواقع شمال دار السلام، حيث يمكن العثور على بقايا أقدم مسجد في جنوب شرق أفريقيا.

## البيت الملكي
هناك سلالة ملكية فارسية إمبراطورية قائمة تحتفظ بلقب السلاطيين الشيرازيين بما في ذلك سلطنة حمامفو في جزر القمر وسلطنة الدابرا (حامل اللقب الحالي هو هوتان أشرفيان).

## أنظر أيضا
- علي بن الحسن الشيرازي
- شيرازيون (مجموعة عرقية)
- تاريخ تنزانيا